# 董世彥
董世彥（？—1578年），字子才，號右坡，河南開封府鈞州人，民籍，明朝政治人物。同進士出身。

## 生平
嘉靖二十五年（1546年）丙午科河南鄉試第二十一名舉人。嘉靖三十二年（1553年）中式癸丑科會試第一百六十六名，三甲第八十四名進士。都察院观政，授直隶濬縣知县，历户部主事、员外郎、郎中，出爲山西副使，历升浙江参政、山西按察使。
萬曆即位，隆慶六年七月升山西右布政使，萬曆二年正月升本司左布政，三年七月官都察院右副都御史，巡抚陕西，带兵平沙麻之乱，修筑长城千余里。五年九月又任兵部右侍郎，总督陕西三边军务。鞑靼首领俺答率众往西海迎佛经，董世彥闻讯，亲率兵马兼程赶往皋兰，提防俺答军侵扰。回镇一日后卒。六年十二月賜祭葬。

## 家族
曾祖董敬，知縣；祖父董琇，驛丞；父董效賢，號北溪，歷任太仓、霸州吏目。嫡母劉氏；繼母王氏；生母孔氏。